# كول هعام
كول هعام (بالعبرية קול העם أي صوت الشعب) كانت صحيفة أصدرها الحزب الشيوعي الإسرائيلي بين الأعوام 1936 و1975.
عام 1953 قام وزير الداخلية الإسرائيلي بإغلاق صحيفتي كول هعام والاتحاد لمدة 15 يوما، إثر نشرهما مقالا يهاجم بحدة نية حكومة إسرائيل إرسال مئات آلاف الجنود لمساندة الولايات المتحدة في حربها ضد كوريا الشيوعية، بحجة الحفاظ على سلامة الجمهور. لكن الصحيفتان توجهتا إلى محكمة العدل العليا التي ألغت القرار.

## البدايات
صدرت الصحيفة لأول مرة في فبراير 1936 وكانت صحيفة شهرية من إصدار الحزب الشيوعي الفلسطيني، عام 1943 تم تحويلها إلى أسبوعية وعام 1946 أصبحت يومية وصدر العدد الأول اليومي في 14 فبراير 1946. واستمر إصدارها يوميا حتى عام 1975.